# Ecografia Doppler

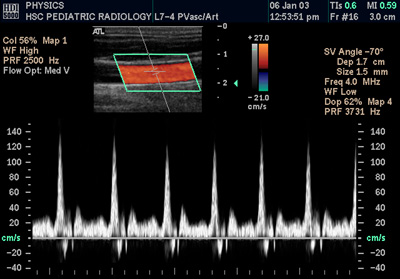
Doppler tipus Espectral de la caròtide comuna.

L' ecografia Doppler  o simplement  eco-Doppler , és una varietat d'ecografia en la qual, emprant ultrasons i l'efecte Doppler, permet avaluar les ones de velocitat de flux de certes estructures del cos, en general vasos sanguinis i que són inaccessibles a la visió directa. La tècnica permet situar si el flux és en direcció cap a la sonda o si s'allunya d'ella, així com la relativa velocitat d'aquest flux. Mitjançant el càlcul de la variació en la freqüència del volum d'una mostra en particular, per exemple, el d'un flux de sang en una vàlvula del cor, es pot determinar i visualitzar la seva velocitat i direcció. La impressió d'una ecografia tradicional combinada amb una ecografia Doppler es coneix com a  ecografia dúplex .
La informació Doppler es representa gràficament amb un Doppler espectral, o bé com una imatge usant Doppler direccional o power Doppler (Doppler no-direccional). La freqüència Doppler cau en el rang audible i es representa utilitzant altaveus estèreo, produint un so pulsatiu distintiu, encara que sintètic.

## Principi
Fonamentat en els principis de l'efecte Doppler, l'ecografia Doppler estudia el canvi en la freqüència rebuda des d'un receptor fix, amb relació a una font emissora en moviment acoblat d'ultrasò (vibracions en el rang> 20 kHz) amb una freqüència determinada (Fe), des d'un transductor cap a una columna de partícules sanguínies en moviment, permet conèixer ones de velocitat de flux d'un vas sanguini determinat. La diferència entre la freqüència emesa i la reflectida s'anomena freqüència Doppler (Fd), proporcional a la velocitat de flux sanguini (Vsang) i expressada en la fórmula:
{\displaystyle V\cdot \cos alpha=Vsang}
On el cos α representa l'angle d'insonació i la freqüència Doppler és equivalent a la velocitat d'ultrasò (Vultra):
{\displaystyle Sgt=2Fe\cdot V\cdot \cos alpha=Vultra}
El Doppler color és, essencialment, el sistema computacional incorporat a la màquina d'ultrasò. Aquest assigna unitats de color, depenent de la velocitat i direcció del flux sanguini. Per convenció, s'ha assignat el color vermell per al flux cap al transductor i el blau per a aquell que s'allunya.

## Doppler pulsatiu
La majoria dels dispositius moderns utilitzen l'ecografia Doppler pulsatiu, produint un Doppler amb flux en color, per mesurar fluxos en el centre o en la perifèria d'un vas sanguini. Els dispositius d'ones polsades transmeten i reben una sèrie d'impulsos, en general rebent la informació abans d'enviar el següent impuls. El canvi de freqüència de cada pols s'ignora, però els canvis de fase relativa dels polsos s'utilitzen per obtenir el canvi de freqüència, ja que la freqüència és la taxa de canvi d'aquesta fase. Les principals avantatges del Doppler pulsatiu sobre la varietat d'ona contínua és que s'obté informació de la distància (el temps entre la transmissió i recepció dels impulsos pot és convertida en una distància sabent la velocitat del so). El desavantatge del Doppler pulsatiu és que els mesuraments poden patir d'aliasing. El terme "ultrasò Doppler" o "sonografia Doppler", ha estat acceptada per referir-se tant a la versió pulsatiu com el sistema continu malgrat els diferents mecanismes pels quals cada un mesura el flux.

## Doppler continu
Els dispositius d'ones contínues transmeten un feix d'ultrasò continu, de manera que la transmissió del so i recepció de la informació ocorren simultàniament en el transductor. Encara que l'ecografia d'ona contínua permet determinar la direcció del flux estudiat, té la limitant de no poder determinar la profunditat a la que ocorre el moviment.

## Aplicacions
L'eco-Doppler té particular utilitat en els estudis cardiovasculars (ecografia del sistema vascular i del cor) i és essencial en moltes àrees, com ara la determinació del flux invertit de sang en els vasos del fetge en casos d'hipertensió portal. L'eco-Doppler també es fa servir per determinar el risc de preeclàmpsia en dones embarassades i és la millor prova per al diagnòstic no invasiu d'anèmia fetal.
L'ecografia Doppler d'un braç o d'una cama estudia el flux sanguini a les artèries i venes grans en braços i cames.